# Železniční trať Žďár nad Sázavou – Tišnov
Železniční trať Žďár nad Sázavou – Tišnov (v jízdním řádu pro cestující označená číslem 256) je jednokolejná regionální dráha o délce 59,8 km spojující čtyři města na Českomoravské vrchovině: Žďár nad Sázavou, Nové Město na Moravě, Bystřici nad Pernštejnem a Tišnov. Zprovozněna byla v roce 1905, jejím majitelem byla soukromá společnost Lokalbahn Deutschbrod – Tischnowitz, provozovatelem se staly rakouské státní dráhy kkStB, po roce 1918 Československé státní dráhy (ČSD). V roce 1925 byla dráha zestátněna, od té doby je doprava na trati nadále provozována ČSD, od roku 1993 Českými drahami. Část trati mezi Tišnovem a Rovným-Divišovem je součástí Integrovaného dopravního systému Jihomoravského kraje jako linka S31.

## Historie
Ačkoliv první návrhy železnice přes Českomoravskou vrchovinu spadají již do let 1836 a 1868, stavebně realizované projekty pochází až z poslední čtvrtiny 19. století, kdy vznikly místní dráhy Brno – Tišnov (z roku 1885) a Havlíčkův (tehdy Německý) Brod – Žďár nad Sázavou (z roku 1898). O dokončení spojnice mezi Žďárem nad Sázavou a Tišnovem usilovalo od roku 1894 Družstvo pro stavbu místní tratě Tišnov – Žďár. Předběžné technické práce na této dráze byly zahájeny v roce 1895, neboť 13. ledna téhož roku vydalo ministerstvo obchodu k těmto pracím povolení.
První projekt dráhy vypracoval baron Oskar Lazarini, kvůli jeho nedostatkům vznikl v roce 1899 druhý projekt, na kterém se podíleli Ing. Max Pícha (úsek Tišnov – Rožná), Ing. Kodl a Ing. Hammer (úsek Rožná – Žďár nad Sázavou). Definitivní projekt tratě byl schválen v roce 1901, kdy bylo rovněž provedeno vyvlastnění pozemků a uskutečněna obchůzka trati. Poslední upřesnění v projektu (např. výstavba nákladiště v Prudké) proběhla ještě v roce 1902. Toho roku tzv. interesanti (obce a podnikatelé se zájmem o výstavbu trati) vstoupili do akciové společnosti Lokalbahn Deutschbrod – Saar (česky Místní dráha Německý Brod – Žďár), která byla přejmenována na Lokalbahn Deutschbrod – Tischnowitz (česky Místní dráha Německý Brod – Tišnov) a jejíž akciový kapitál byl navýšen vydáním dalších 8700 akcií po 200 K. Tento podnik rovněž 7. června 1902 obdržel koncesi ke stavbě a provozování dráhy ze Žďáru do Tišnova.
Celkové náklady na stavbu a zařízení dráhy (základní kapitál) činily 7 650 000 K, z nichž 5 875 200 K (76,8 %) bylo zajištěno garantovanou státní půjčkou s úrokem 4 %, země Moravská převzala akcie v nominální hodnotě 1 214 000 K a zbylých 559 000 K museli zajistit interesanti. Samotná stavba byla zahájena 30. června 1903 stavební firmou Osvalda Životského; dělníci pracovali 11 hodin denně a práce probíhaly od začátku března do konce října. Trať byla předána do užívání 23. června 1905, není však jasné, jestli již tehdy jezdily vlaky. Slavnostní zahájení provozu na celé trati ze Žďáru do Tišnova proběhlo 25. června 1905. Provoz na jednokolejné trati zajišťovaly rakouské státní dráhy kkStB na účet vlastníka, zpočátku zde denně jezdily dva páry vlaků mezi Havlíčkovým (Německým) Brodem a Tišnovem, jeden pár ze Žďáru do Tišnova a jeden pár z Havlíčkova (Německého) Brodu do Bystřice nad Pernštejnem.
Po zániku Rakouska-Uherska převzaly na podzim roku 1918 provoz nově vzniklé Československé státní dráhy (ČSD). Tehdy byla dráha součástí tratě č. 91 Havlíčkův (Německý) Brod – Tišnov a tratě č. 228 Havlíčkův (Německý) Brod – Tišnov – Brno. Jezdily zde denně dva páry vlaků Havlíčkův (Německý) Brod – Tišnov, jízdní doba mezi Žďárem a Tišnovem činila přibližně 2 hodiny 20 minut.
V roce 1925 byla dráha podle zákona č. 125/1925 Sb. zestátněna, následně proběhla likvidace akciové společnosti Místní dráha Německý Brod – Tišnov. Podle jízdního řádu z roku 1927 byla dráha součástí tratě č. 221 Brno – Německý Brod a v pracovní dny v úseku Tišnov – Žďár projížděly tři páry osobních vlaků.
Již roku 1925 bylo uvažováno o zdvojkolejnění tratě a její přestavbě na hlavní dráhu, k čemuž ale nikdy nedošlo. Naopak v roce 1938 bylo rozhodnuto o stavbě moderní dvojkolejné trati mezi Brnem a Havlíčkovým (Německým) Brodem, aby bylo zajištěno spojení kapacitní tratí mezi Čechami a Moravou, neboť vlivem Mnichovské dohody došlo k německému zabrání části tratě mezi Prahou a Brnem u Svitav. Plánovaná trať měla v přibližné trase kopírovat lokálku z Brna do Tišnova, zde se však měla oddělit a příhodnějším terénem kolem Křižanova měla dojít do Žďáru, odkud měla pokračovat opět v podobné trase do Havlíčkova (Německého) Brodu. Její stavba byla zahájena v roce 1939, ale přerušila ji druhá světová válka. Na konci 30. let 20. století, tedy v době, kdy měla trať přes Nové Město na Moravě do výstavby dráhy přes Křižanov sloužit jako náhradní spojnice mezi Brnem a Prahou, byly pro zvýšení propustnosti zřízeny výhybny Rovné a Borač, které byly zrušeny v 90. letech 20. století.
Za druhé světové války byla trať Žďár – Tišnov (součást trati č. 516m Brno – Havlíčkův (Německý) Brod) cílem některých partyzánských útoků. Partyzáni mimo jiné nainstalovali výbušniny v Doubravnickém tunelu, mezi Nedvědicí a Doubravníkem a mezi Bystřicí nad Pernštejnem a Rozschochy, většinou došlo pouze k menším materiálním škodám. Dále např. skupina 30 mužů přepadla vlak v Borači, vlakovou četu uzamkla v kanceláři a vlak ukradla (ten byl později nalezen mezi Tišnovem a Drásovem).
K většímu poškození nedošlo ani během osvobozování Československa při postupu Rudé armády. Provoz zde byl přerušen 8. května 1945 po odchodu německých vojsk, obnoven byl již 18. května téhož roku. Po válce byla také zahájena dostavba nové trati přes Křižanov. Podle jízdního řádu z roku 1950 byla dráha součástí tratě č. 25m Brno – Tišnov – Havlíčkův Brod, přičemž po celé trati jezdily v pracovní dny čtyři páry osobních vlaků denně, cesta z Tišnova do Žďáru nad Sázavou trvala přibližně 1 hodinu 55 minut. Nová trať Tišnov – Křižanov – Žďár nad Sázavou byla uvedena do provozu 20. prosince 1953. V roce 1953 byla v souvislosti s její stavbou vybudována od nové odbočky Žďárská přeložka ve Žďáru včetně zcela nového nádraží. Vlaky z Tišnova začaly jezdit do nové stanice již 6. prosince 1953. Staré nádraží však bylo nadále využíváno pro zbrojení parních lokomotiv a definitivně bylo zrušeno až v roce 1981. Pravidelná nákladní doprava byla na novou trať přes Křižanov přesměrována 23. května 1954.
Na konci 50. let 20. století byla u Doubravnického tunelu vybudována zastávka Prudká pro poblíž realizovaný tábor dětí železničářů. V roce 1957 byla zahájena těžba uranu u Rožné, díky které výrazně stoupl objem nákladní dopravy na trati. Později zde vznikla vlečka odbočující ze širé trati v km 68,4. Až do roku 1989 byly odtud vypravovány speciální vlaky s kontejnery s uranovým koncentrátem do Čierné nad Tisou. V 90. letech tato přeprava kvůli útlumu těžby přestala, v současnosti je tento typ přepravy v menší míře realizován společností ČD Cargo. Roku 1966 byl při stavbě nového silničního mostu přes Svratku v Doubravníku odstraněn skalní zářez železniční trati zvaný Malé Brdo.
V 70. letech 20. století došlo na dráze Žďár nad Sázavou – Tišnov k nahrazení parních lokomotiv motorovou trakcí. V tomtéž období byla ve stanicích instalována světelná návěstidla a stanice Tišnov, Nedvědice a Nové Město na Moravě obdržela reléová zabezpečovací zařízení. Mezi Tišnovem a Nedvědicí, Rožnou a Bystřicí nad Pernštejnem a mezi Novým Městem na Moravě a Žďárem nad Sázavou byl vybudován reléový poloautomatický blok. V roce 2011 byly reléovým poloautomatickým blokem zabezpečeny úseky Tišnov – Nedvědice a Rožná – Žďár nad Sázavou, na úseku Nedvědice – Rožná fungovalo telefonické dorozumívání.
Nejpozději od roku 1986 byla trať označena číslem 251, přičemž tehdy zde v pracovní dny jezdilo pod celé délce dráhy šest párů osobních vlaků, často začínajících již v Brně a v Havlíčkově Brodě. V roce 1993 bylo v pracovní dny ve směru do Tišnova vypravováno sedm spojů, směrem do Žďáru nad Sázavou devět vlaků. Roku 2000 výprava činila v pracovních dnech osm párů vlaků. Tyto vlaky byly vždy (a stále jsou) doplňovány spoji na části trasy, především v relacích Žďár nad Sázavou – Nové Město na Moravě a Nedvědice – Tišnov. V roce 1999 byla nákladní doprava realizována jednou denně manipulačním vlakem z Tišnova do Rožné a na vlečku Diamo a druhým vlakem ze Žďáru přes Veselíčko a Nové Město do Bystřice nad Pernštejnem. Roku 2005 byla vlečka Diamo uváděna jako frekventovaná a celá trať byla také využívána pro přepravu dřeva především ze stanice Nové Město na Moravě.
Od 1. ledna 2005 je úsek Tišnov – Nedvědice zařazen do Integrovaného dopravního systému Jihomoravského kraje jako vlaková linka S31. Tímto krokem zde byl vytvořen pravidelný jedno- až dvouhodinový takt s přípojnými spoji v Tišnově směrem na Brno a z Brna. Část souprav však nekončí v Nedvědici, ale pokračuje dále po trati směr Žďár nad Sázavou. K začlenění navazujícího úseku do IDS JMK došlo 1. července 2014, kdy byly zaintegrovány zastávky a stanice mezi Nedvědicí a Rovným-Divišovem.
V jízdním řádu 2009/2010 bylo na celé trati Žďár nad Sázavou – Tišnov vedeno každý pracovní den sedm párů osobních vlaků (plus spoje po části trati) s jízdní dobou přibližně 1 hodinu 50 minut. O víkendech byl z Brna do Žďáru nad Sázavou vypravován přímý spěšný vlak Pernštejn (jeden pár).
Pro Mistrovství světa v biatlonu 2013 pořádané v Novém Městě na Moravě byla v roce 2012 vybudována v zastávce Veselíčko výhybna pro zvýšení propustnosti jednokolejné tratě ve směru od Žďáru, ze zastávky s nákladištěm se navíc od začátku roku 2013 stala stanice. Na rok 2013 bylo připravováno vybudování nové zastávky Žďár-průmyslová zóna poblíž rozvíjející se průmyslové zóny na východním okraji Žďáru nad Sázavou; zastávka již byla uvedena v jízdním řádu 2012/2013 s poznámkou o otevření ode dne vyhlášení.
Od 15. prosince 2019 je trať v jízdním řádu pro cestující označena číslem 256. K 1. březnu 2020 byl úsek trati Žďár nad Sázavou – Věžná začleněn do nově vzniklého integrovaného dopravního systému Veřejná doprava Vysočiny (VDV) a dne 11. března 2023 byla zaintegrovaná část rozšířena i o zbylý úsek z Věžné do Tišnova.

## Popis tratě

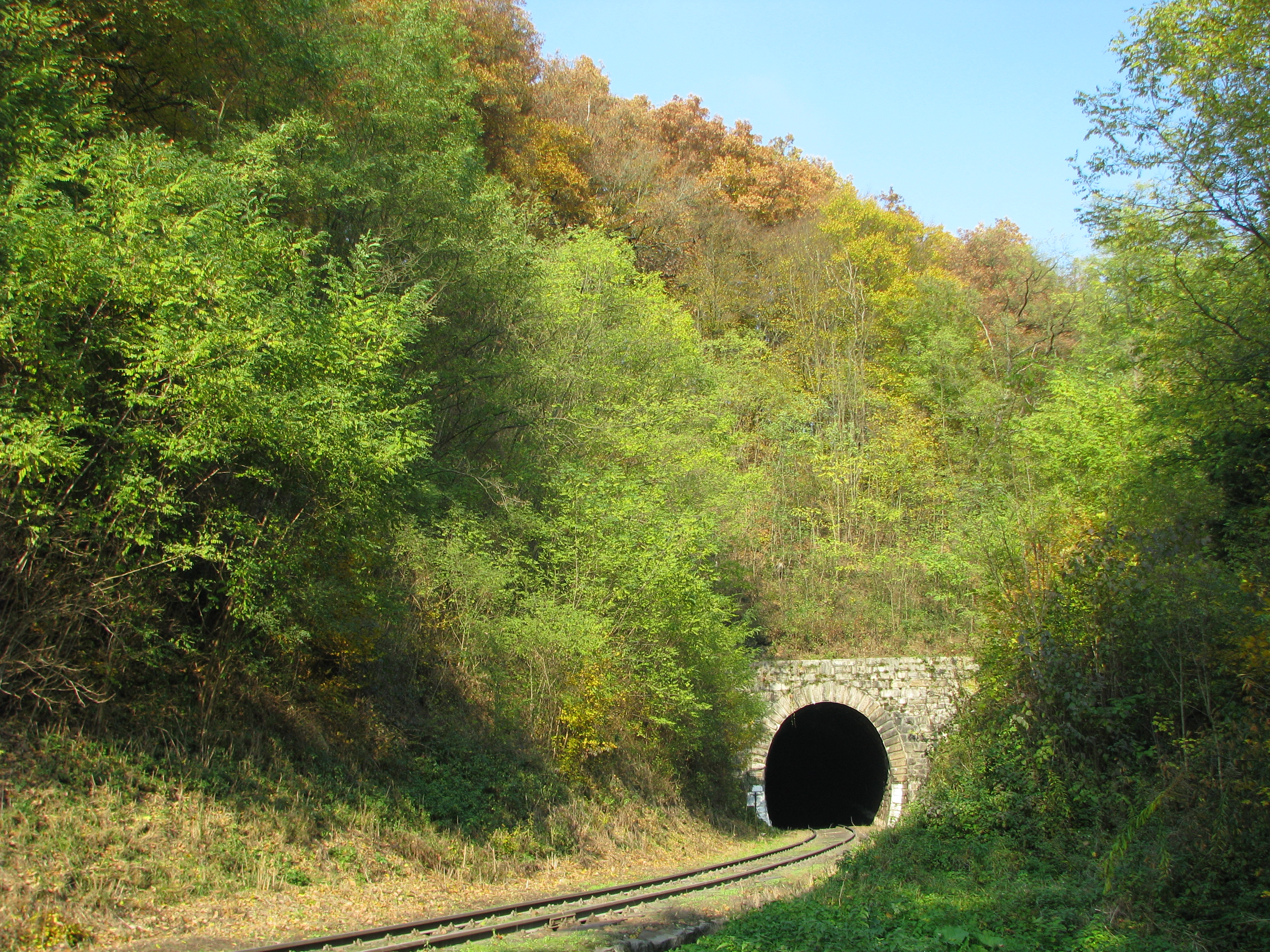
Jižní portál Doubravnického tunelu

Současná trať o délce 59,8 km začíná na novém žďárském nádraží na kilometru 34 původní dráhy Havlíčkův (tehdy Německý) Brod – Tišnov. Výstavba současné stanice byla zahájena v roce 1940, zprovozněna byla až v roce 1953 v souvislosti s otevřením nové tratě Brno – Havlíčkův Brod, přičemž samotná staniční budova byla postavena až v roce 1966. Na brněnském zhlaví podchází trať nadjezd silnice II/353, za nímž se odpojuje od rychlíkové dráhy přes Křižanov do Tišnova. Za obloukem vede přes trať nadjezd silnice I/37, u nějž je patrný odbočující zarostlý násep (odbočka Žďárská), kudy vedla trať k původnímu žďárskému nádraží. Její trasa, která vedla několika oblouky dnešním sídlištěm Přednádraží, však již není patrná vzhledem k celkové přeměně tohoto prostoru. Dodnes se zachovala původní (ale přestavěná) nádražní budova z roku 1898 v ulici Strojírenská, vedle supermarketu Albert. Zbytek starého nádraží byl zlikvidován v 80. letech 20. století při stavbě sídliště.
Za bývalou odbočkou Žďárská stoupá trať kolem vsi Mělkovice do stanice Veselíčko (původně stanice Slavkovice, od 70. let 20. století zastávka s nákladištěm Veselíčko, od 15.  ledna 2013 neobsazená stanice dálkově ovládaná z Nového Města na Moravě), z níž odbočuje vlečka do areálu firmy Agroslužby Žďár nad Sázavou. Následuje klesání až 23 ‰ téměř až do zastávky Radňovice. Dále trať vede po úbočí kopce Šibenice, podchází nadjezd silnice I/19 (obchvat Nového Města) a vchází do zastávky Nové Město na Moravě. Zde od 21. července 1949 do začátku 60. let 20. století odbočovala vlečka, kterou využíval národní podnik Chirana při stavbě svého areálu. Dráha několika oblouky prochází Novým Městem a mezi dvěma silničními přejezdy se nachází stejnojmenná stanice s dvěma dopravními a dvěma manipulačními kolejemi. Následuje stoupání až 22 ‰ a před zastávkou Olešná na Moravě dosahuje trať svého vrcholu v nadmořské výšce 632 m.
Zastávka Olešná na Moravě se nachází poměrně daleko od intravilánu stejnojmenné vesnice, která leží přibližně 1,7 km jižním směrem. Bližší je i obec Zubří vzdálená cca 900 m severně od zastávky. Od zastávky trať klesá, vede 180stupňovým obloukem s mostkem přes říčku Nedvědičku, na úbočí vrchu Pičulín prochází v roce 1995 snesenou výhybnou Rovné a přes zastávky Rovné-Divišov a Rozsochy (původně stanice, později zastávka s nákladištěm, nyní pouze zastávka) vstupuje do stanice Bystřice nad Pernštejnem.
Místní výpravní budova je excentricky postavená na tišnovském zhlaví, odkud vedla také krátká vlečka, na niž navazovala sedm kilometrů dlouhá lanová dráha, která sloužila v letech 1953–1957 při výstavbě Vírské přehrady. Za bystřickým nádražím následuje prudké klesání s dvěma více než 180stupňovými směrovými oblouky; trať zde ve svahu třikrát kříží silnice II/388. Tímto trasováním se dráha dostala do údolí Nedvědičky, podél níž pokračuje až do Nedvědice. V km 68,389 odbočuje ze širé trati vlečka do podniku Diamo, po dalších 2,5 km je umístěna stanice Rožná, odkud bylo v 80. letech 20. století vypravováno měsíčně až 45 vlaků se štěrkem a jeden vlak s upravenou uranovou rudou. Trať pokračuje kolem Nedvědičky klesáním až 24 ‰, prochází osamocenou zastávkou Věžná (původně Jabloňov-Věžná), vede kolem vstupu do štoly Skalka (záložní umístění skladu jaderného odpadu) a pod hradem Pernštejnem do stanice Nedvědice, která má tři dopravní a jednu manipulační kolej.

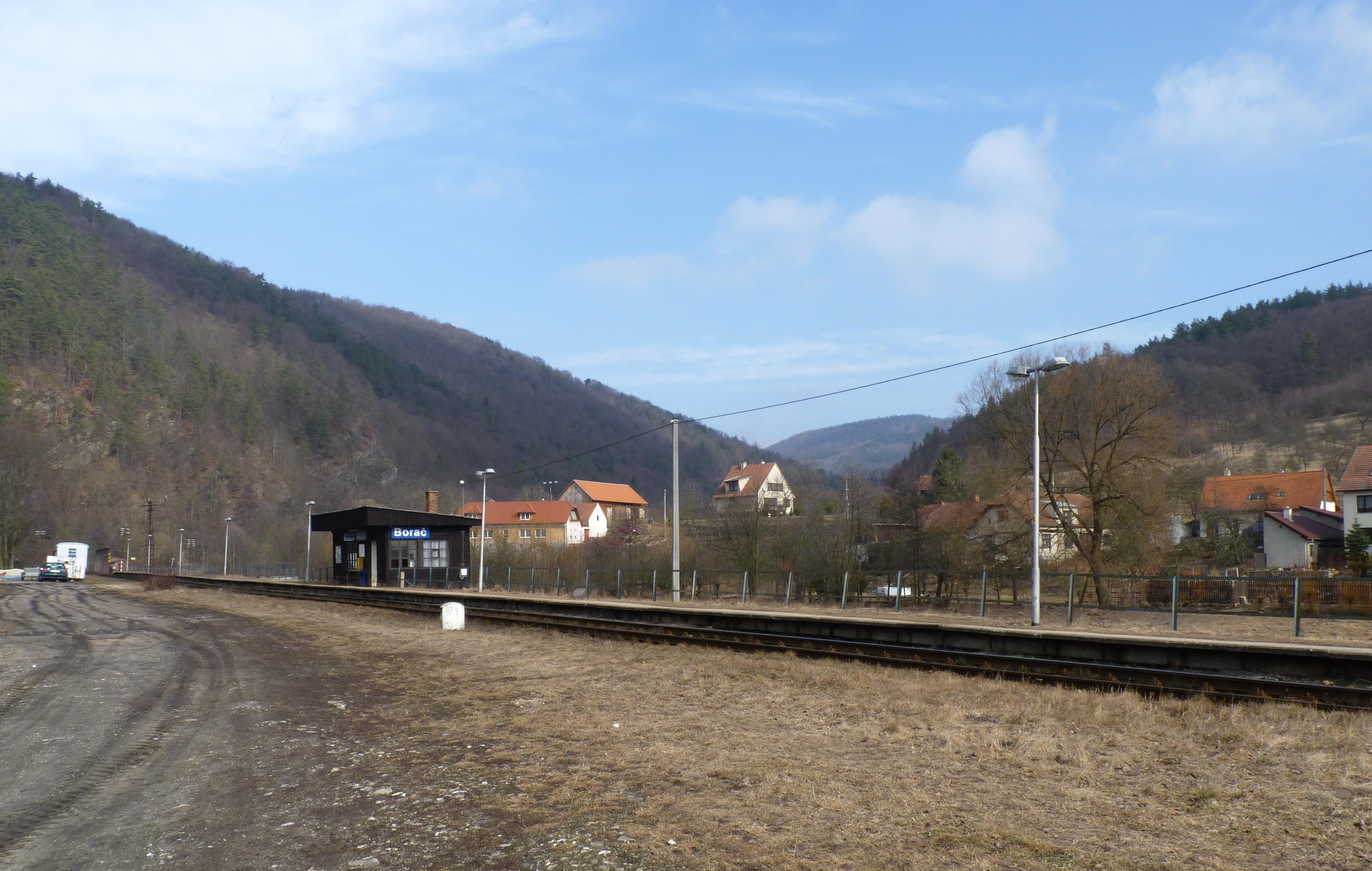
Zastávka Borač

Za Nedvědicí překoná trať mostem o délce 39,5 m poprvé řeku Svratku, podél níž vede až do koncové stanice Tišnov, a pokračuje kolem Černvíru do zastávky Doubravník, která byla původně stanicí, od 1. července 1947 zastávkou s nákladištěm a v 70. letech 20. století se stala pouhou zastávkou. Za Doubravníkem následuje druhý most přes Svratku a dráha vstupuje do úzkého a hlubokého říčního údolí. Pod masivem Sokolí skály prochází dráha 110 metrů dlouhým Doubravnickým tunelem, jediným tunelem na trati. Těsně za ním se nachází zastávka Prudká, zřízená u stejnojmenné osady až v 50. letech 20. století. Po necelém kilometru bylo umístěno samostatné nákladiště Prudká s manipulační kolejí dlouhou 41 m, které sloužilo papírně nacházející se na druhé straně řeky. U Borače přechází dráha třetím mostem Svratku a za ním leží zastávka Borač (do 70. let 20. století i s nákladištěm). Nedaleko za ní, naproti osadě Vrby, byla ve 30. letech 20. století postavena výhybna Borač. Ta byla krátce využívána i po druhé světové válce, poté sloužila k odstavování neprovozních vozů, snesena byla v roce 1995.
Po přibližně 3 kilometrech prochází trať zastávkou Štěpánovice a pokračuje kolem Svratky dále k Tišnovu. V blízkosti lomu, pod kopcem Dřínová, se nacházela krátká vlečková kolej pro nakládání vápna. Dráha prochází pod Květnicí a na okraji Tišnova se připojuje k rychlíkové trati ze Žďáru nad Sázavou, se kterou vchází do stanice Tišnov s původní výpravní budovou StEG z roku 1885.

## Vozový park

### Parní trakce
V roce 1905 disponovala společnost Lokalbahn Deutschbrod – Tischnowitz třemi parními lokomotivami řady kkStB 97 (později u ČSD řada 310.0), které zajišťovaly od roku 1898 provoz na trati mezi Havlíčkovým (Německým) Brodem a Žďárem. Pro zahájení dopravy na tišnovské dráze doplnila firma svůj vozový a lokomotivní park o další tři lokomotivy téže řady a dále o pět osobních vozů druhé a třetí třídy, osm vozů třetí třídy, tři vozy poštovní a služební, 10 krytých a 30 otevřených nákladních vozů a dva sněhové pluhy. Roku 1908 zakoupila společnost další dvě parní lokomotivy, tentokrát řady kkStB 178 (u ČSD řada 422.0).
Lokomotivy nesly čísla 97.149 – 97.151 (zakoupeny 1898; u ČSD označeny 310.064 – 310.066), 97.237 – 97.239 (zakoupeny 1905; u ČSD označeny 310.0124 – 310.0126) a 178.76 a 178.77 (zakoupeny 1908; u ČSD označeny 422.037 a 422.038). Těchto osm strojů, které měly výtopnu ve Žďáru nad Sázavou, zajišťovalo dopravu na celé trati Havlíčkův (tehdy Německý) Brod – Tišnov až do roku 1925, kdy byla dráha zestátněna.
Po převzetí dráhy státem v roce 1925 se na trati Žďár – Tišnov (potažmo Havlíčkův (Německý) Brod – Brno) objevily i další řady lokomotiv, které byly dislokovány v Brně. Jednalo se např. o řady 421.0, 354.1, 423.0 (tyto jako první jezdily celou trasu Brno – Havlíčkův (Německý) Brod bez přepřahu), 433.0, 524.0 či 524.13.

### Motorová trakce

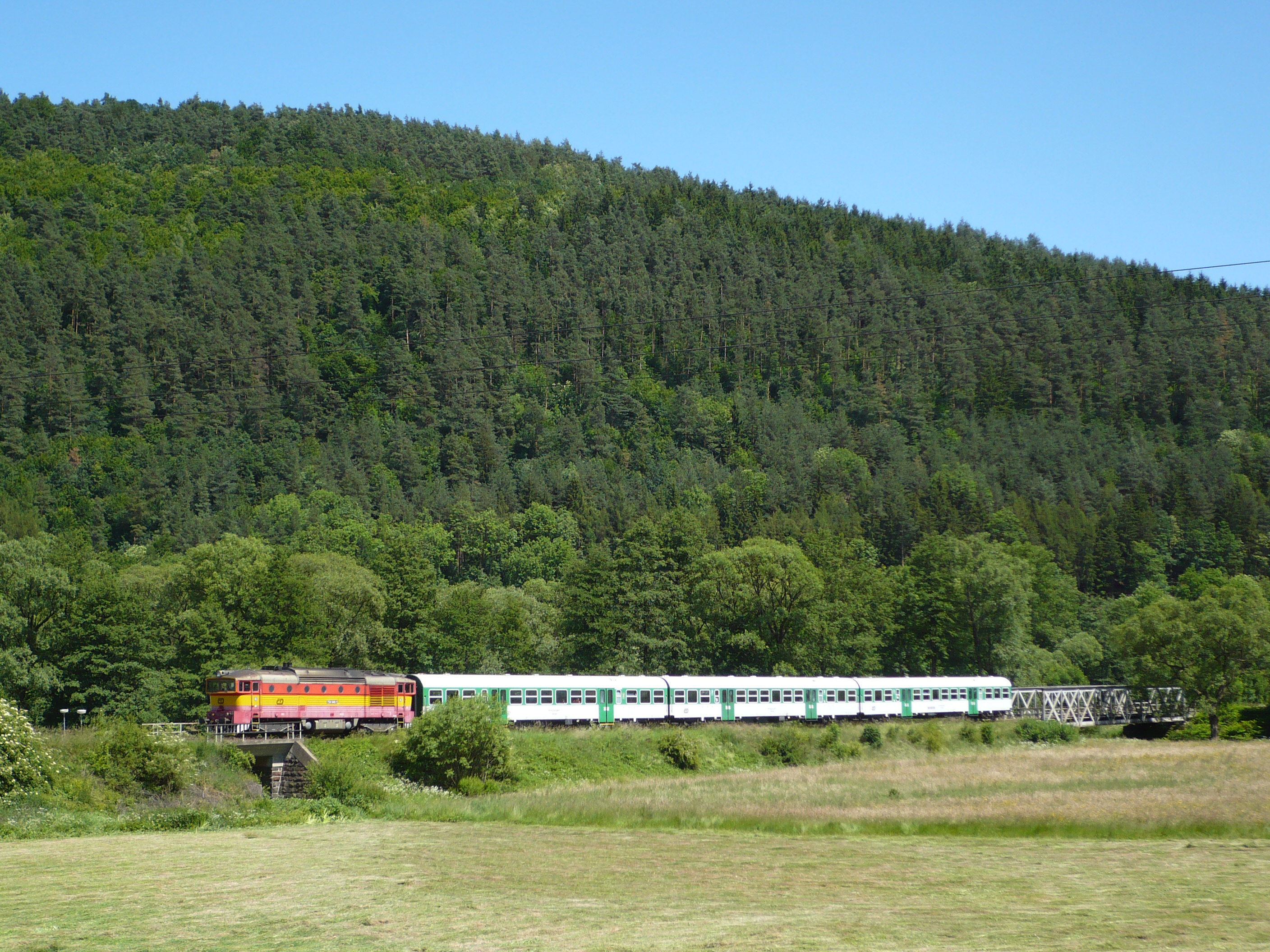
Vlak tažený lokomotivou 754.046 u Černvíru

Motorové vozy byly na trati Žďár nad Sázavou – Tišnov nasazeny do osobního provozu již na přelomu 20. a 30. let 20. století, tehdy se jednalo o vozy konstrukce tzv. věžáku (několik obdobných řad, např. řada M 120.4). V době po druhé světové válce zde jezdily i nejrozšířenější motorové vozy řady M 131.1, které začátkem 50. let 20. století dokonce prováděly v soupravě dvou vozů vozbu rychlíku Brno – Havlíčkův Brod s jízdní dobou přibližně 178 minut. Od téže doby na trati jezdily motorové vozy M 262.0, které v zimním období byly často doplněny přípřeží motorové lokomotivy (jejich poslední nasazení na trati proběhlo v říjnu 1994). 23 let zde od roku 1970 vedly osobní vlaky motorové vozy řady M 286.0.
Od roku 1992 na trati Žďár nad Sázavou – Tišnov jezdily motorové vozy řady 810, roku 1993 byly do Tišnova dodány přímo z výroby tři motorové vozy řady 842, konkrétně inventárních čísel 018 až 020.
Nepočítaje stroje určené pro posun ve stanicích, první motorové lokomotivy určené pro traťovou službu se na trati Žďár – Tišnov objevily v roce 1969. Jednalo se konkrétně o stroje řady T 478.1, které parní trakci z této dráhy postupně vytlačily. Od roku 1975 se zde objevily lokomotivy řady T 478.3 (dnes řada 753; začátkem 90. let rekonstruované na řadu 750), jež kromě nákladních přepravy prováděly i vozbu osobních, pětivozových vlaků (čtyři vozy řady Bai (nyní řady By) a jeden řady BDa (dnes řada BDs)). Pro vedení nákladních vlaků s manganovou rudou z Chodové Plané na zpracování do závodu v Rožné byly v letech 1991 a 1992 využívány i lokomotivy řady 735.
Pro posun a nakládku ve stanici Rožná využíval podnik Uranové doly Dolní Rožínka od roku 1967 motorovou lokomotiva T 211.0872 (dnes řada 700) a od roku 1978 stroj T 212.1637 (dnes řada 702). Samotnou vlečku obsluhovala původem německá lokomotiva V 60 (1985–1992) a stroj T 334.0755 (dnes řada 710).
V 90. letech 20. století vedly nákladní manipulační vlaky lokomotivy řady 714 a řady 742, osobní doprava byla kolem roku 2010 zajišťována jednak soupravami lokomotivy řady 714 a dvou až tří přípojných vozů řady Btax a řady BDtax, jednak motorovými jednotkami řady 814 „Regionova“ a v malé míře i vlakem tvořeným lokomotivou řady 754 a vozy řady Bdmtee a či samotným motorovým vozem řady 810. V roce 2020 byly vlaky osobní dopravy vedeny především motorovými jednotkami řady 814.2 a víkendové spěšné vlaky Pernštejn lokomotivou řady 750.7 a vozy řady Bdmtee. Od jízdního řádu 2024/25 jsou osobní vlaky vedeny především motorovými jednotkami řady 847. Na nové lince Havlíčkův Brod – Nové Město na Moravě jsou nasazovány především motorové vozy řady 841. Víkendové spěšné vlaky Pernštejn jsou vedeny dvěma motorovými vozy řady 842 s jedním či dvěma vloženými vozy řady Bdtn757.

## Stanice a zastávky

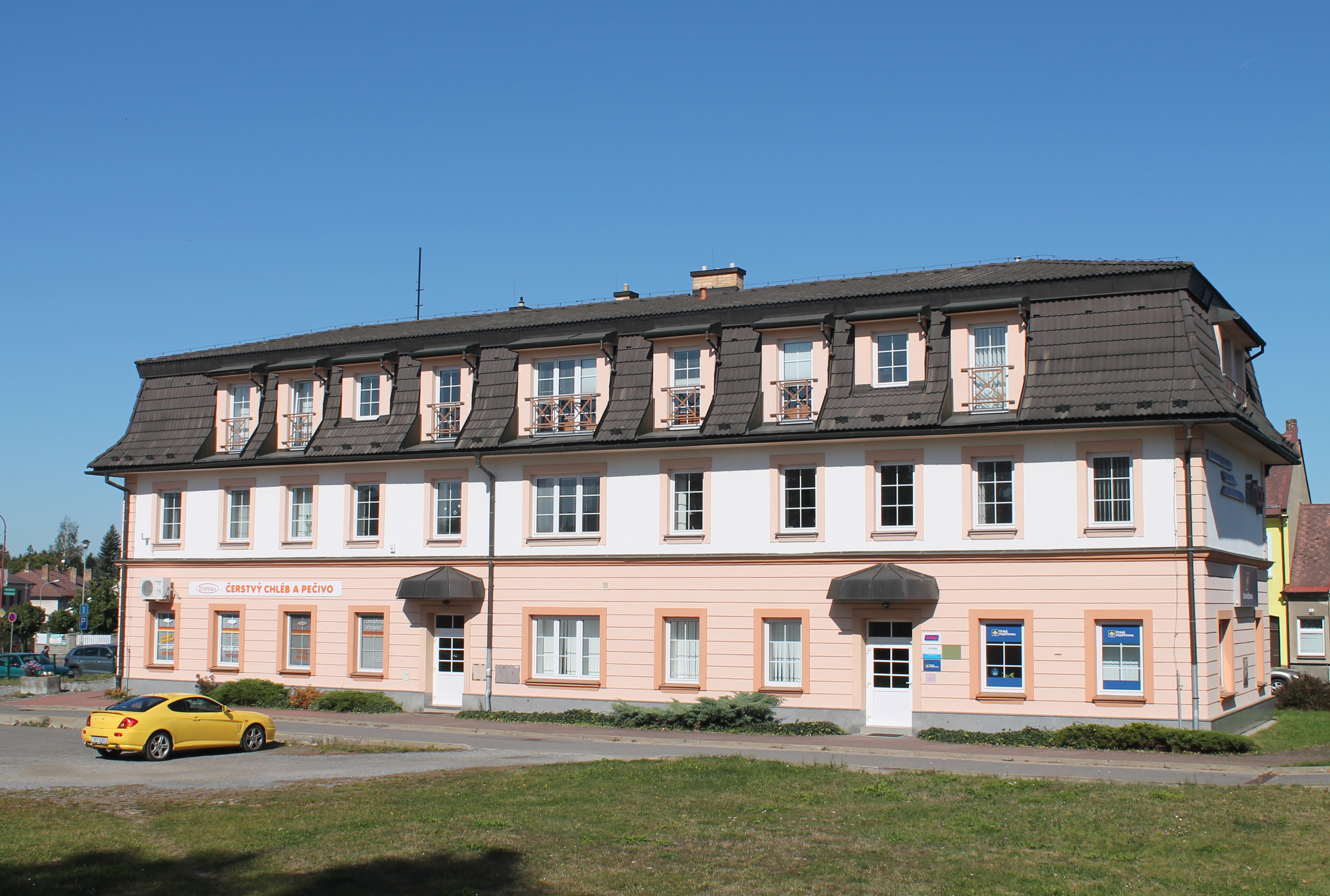
Žďár nad Sázavou (staré nádraží, zruš.)
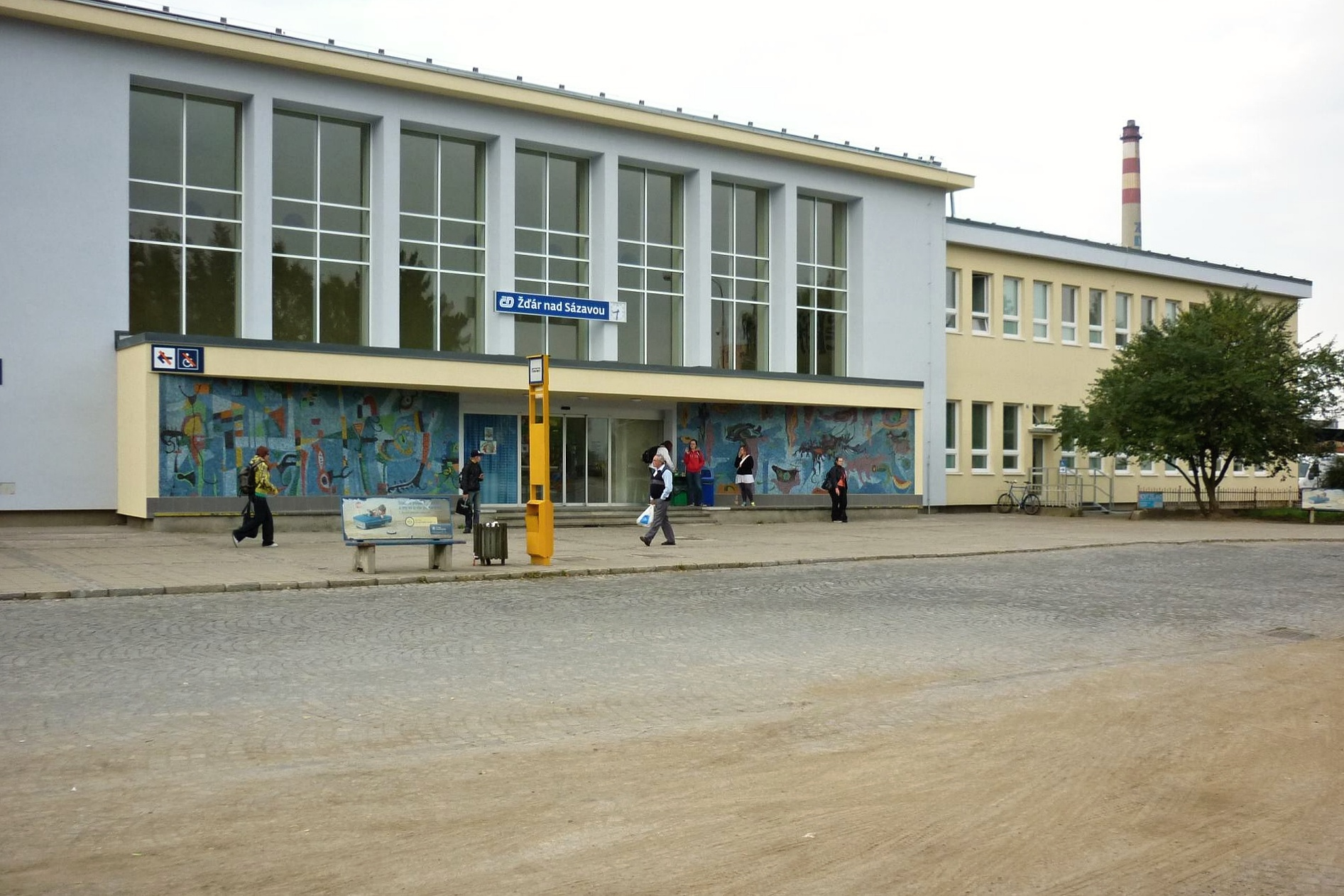
Žďár nad Sázavou
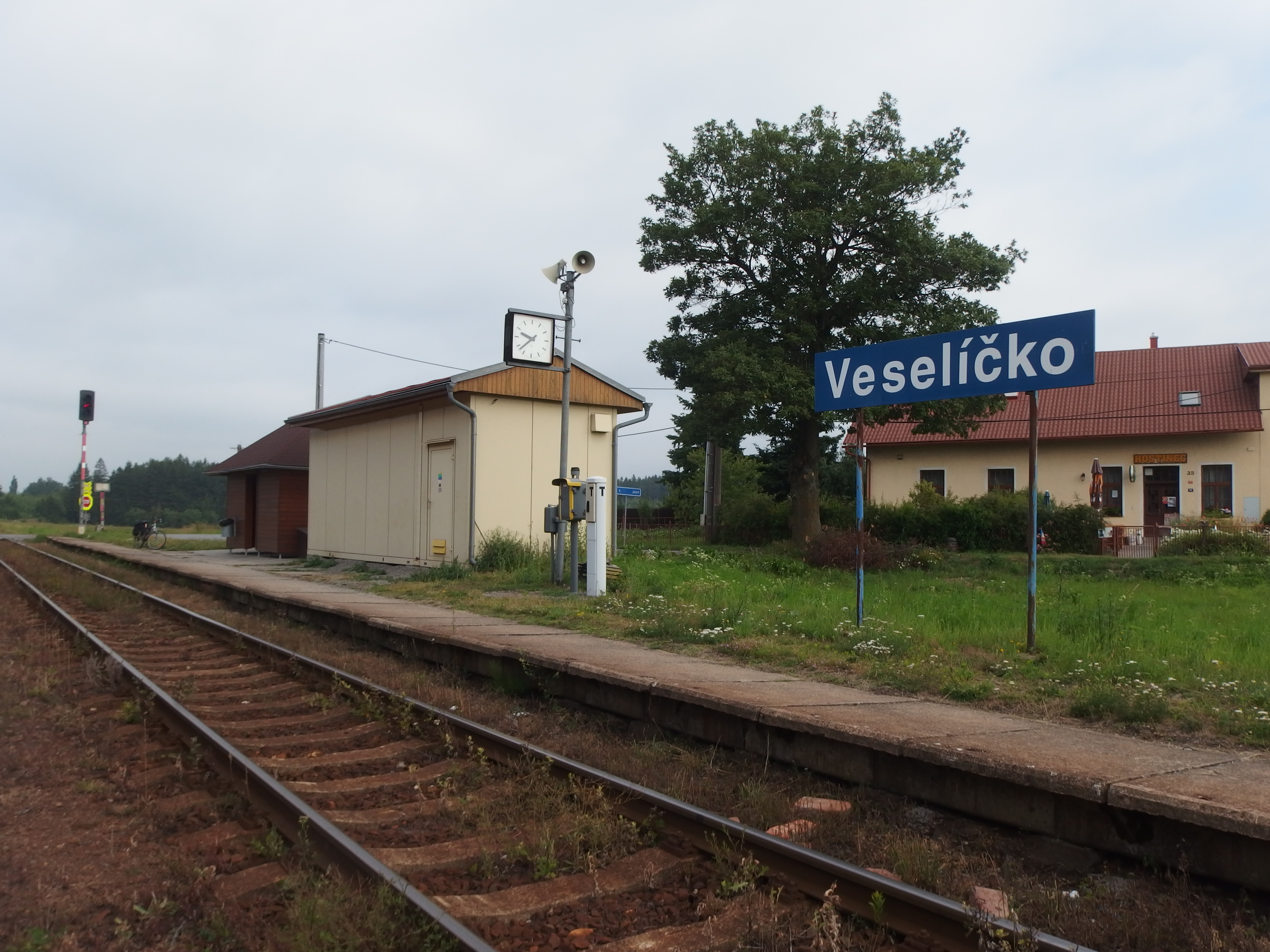
Veselíčko
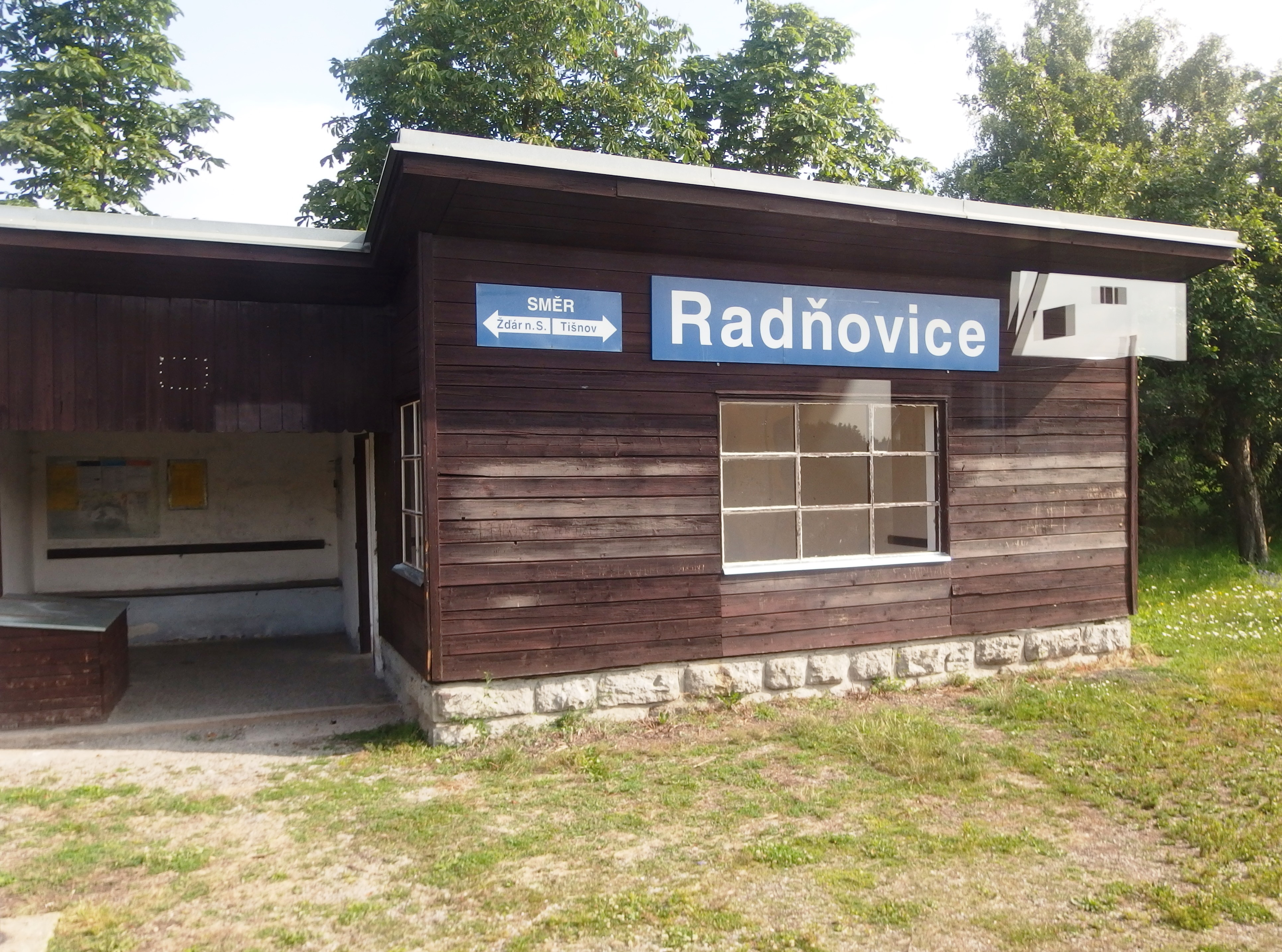
Radňovice
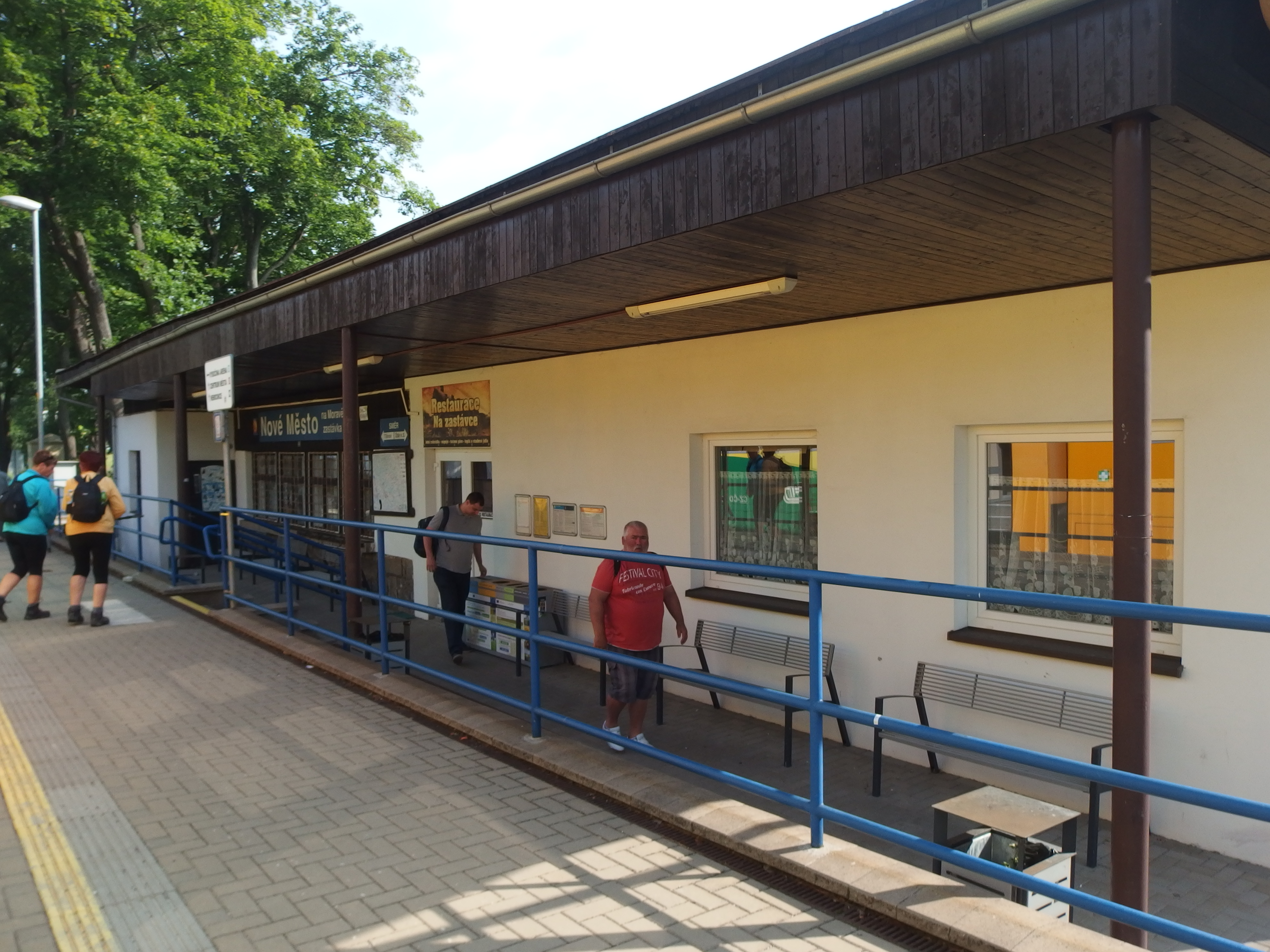
Nové Město na Moravě zastávka
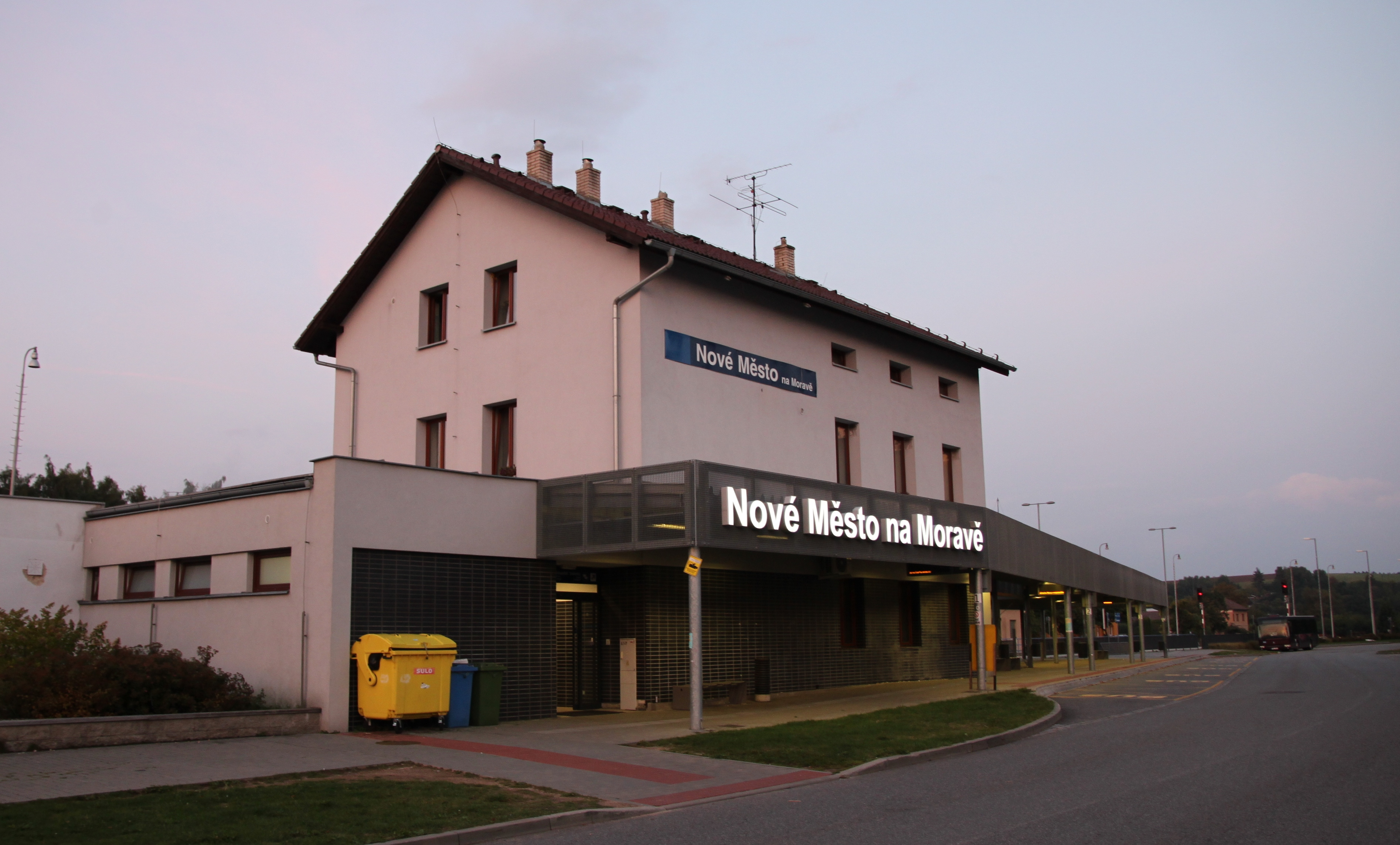
Nové Město na Moravě
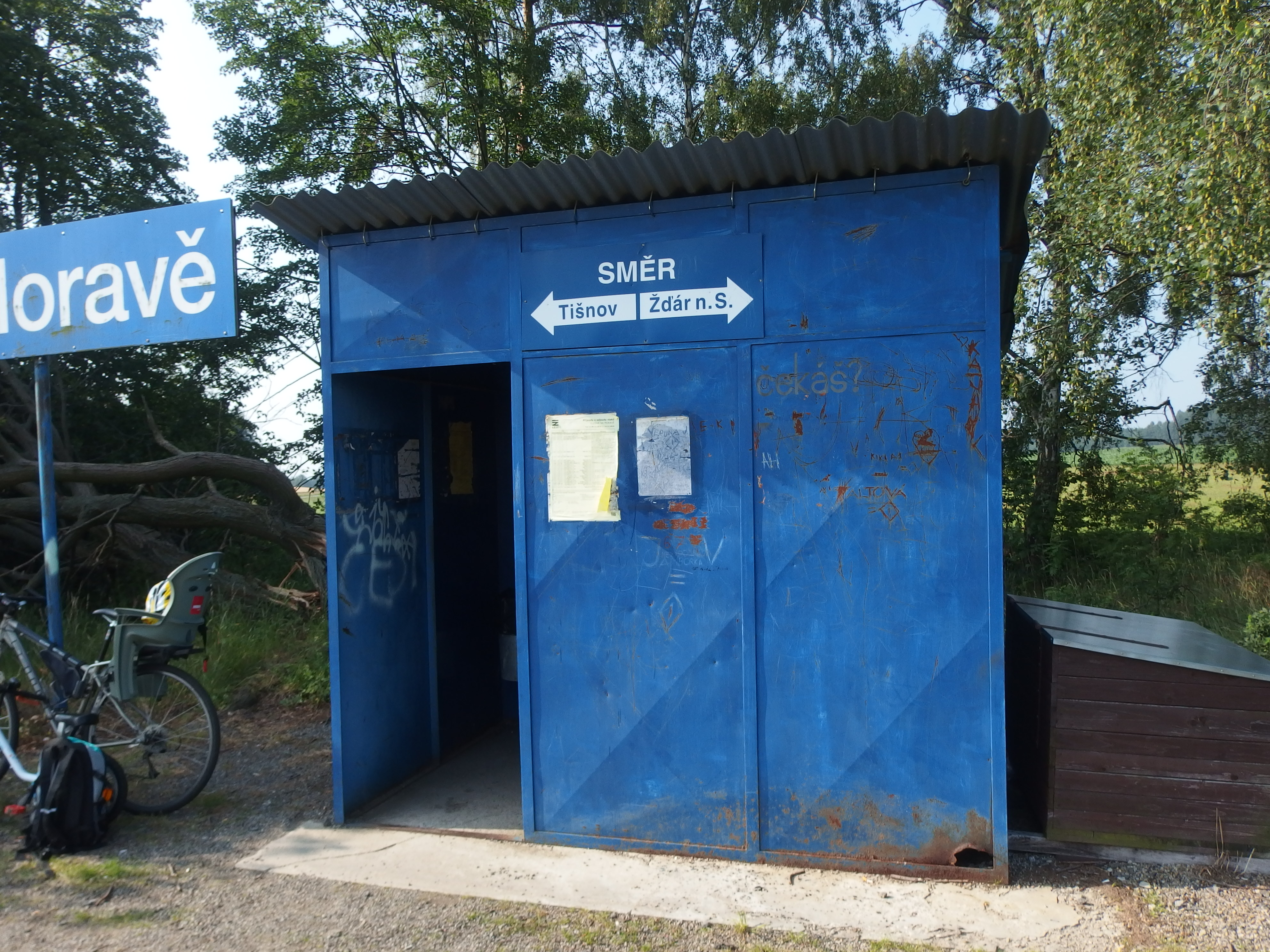
Olešná na Moravě
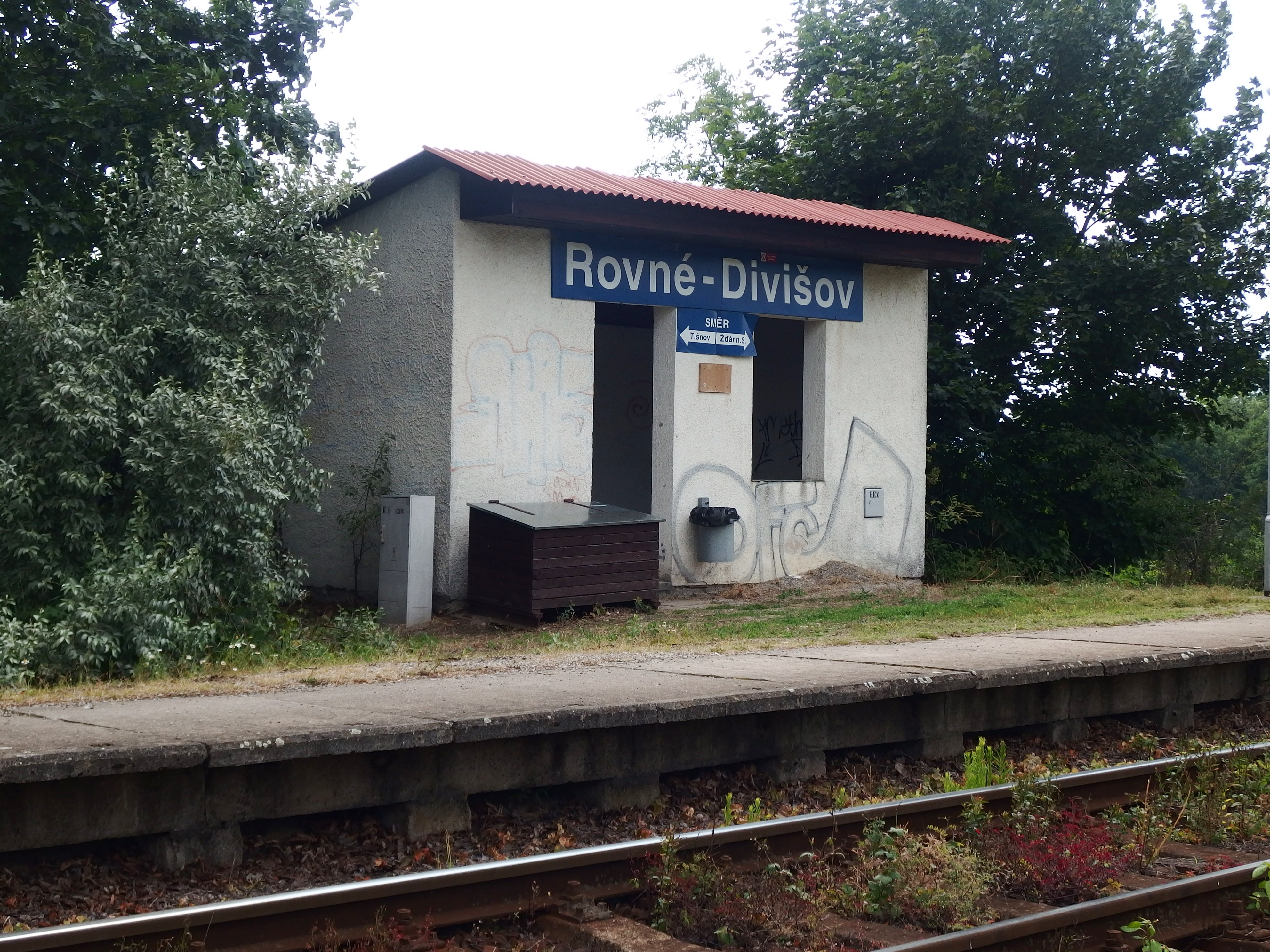
Rovné-Divišov
Rozsochy
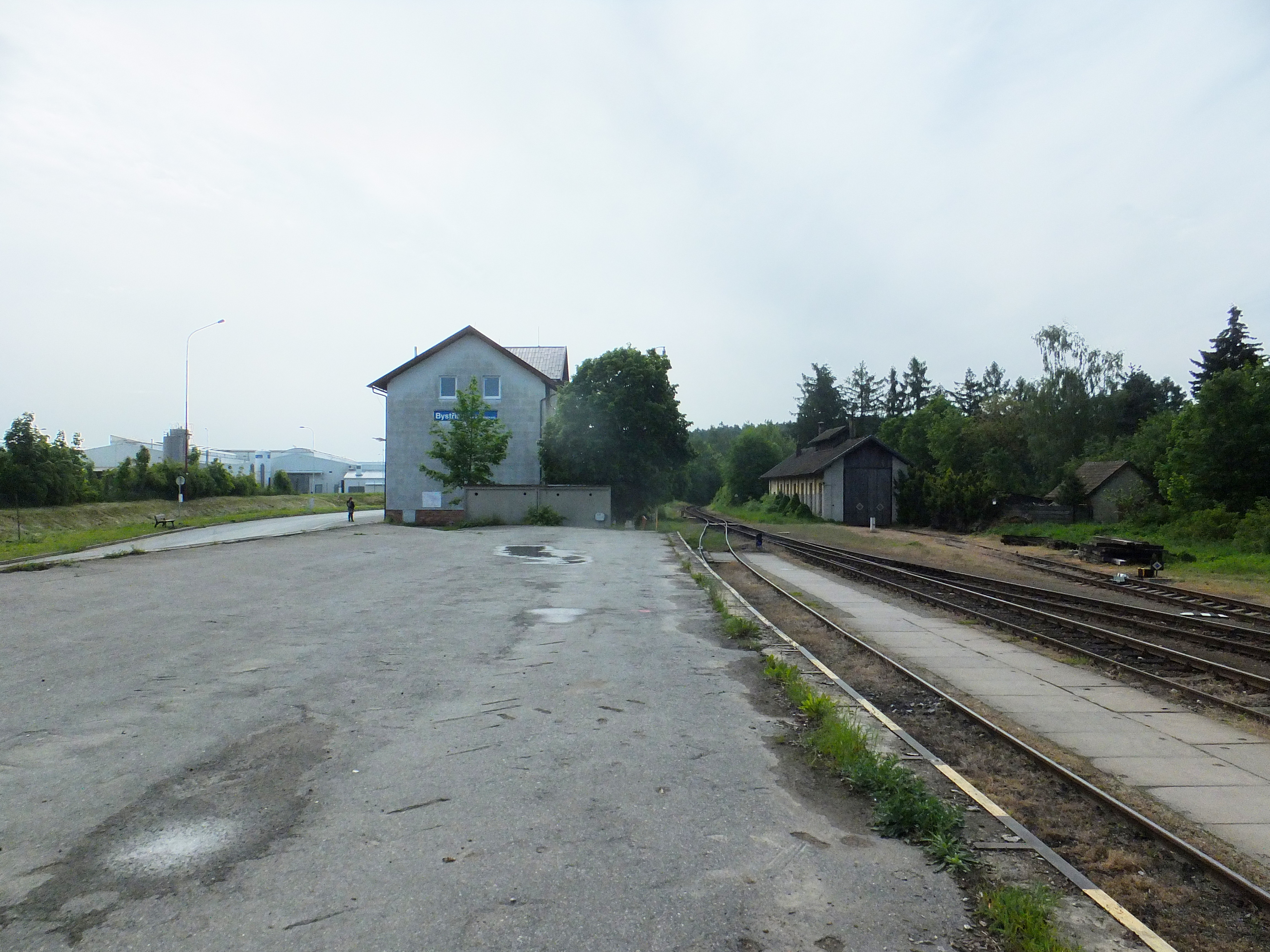
Bystřice nad Pernštejnem
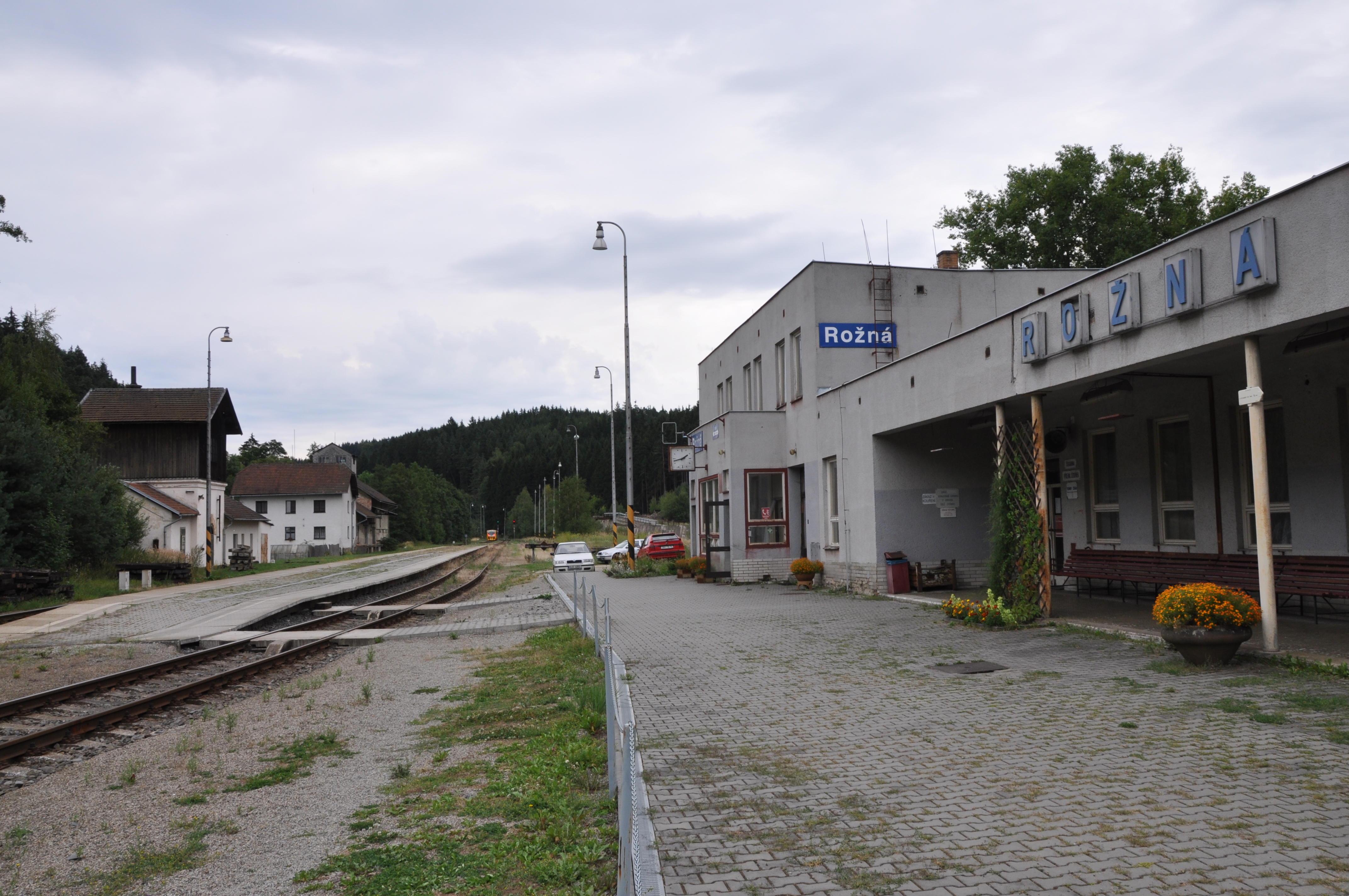
Rožná
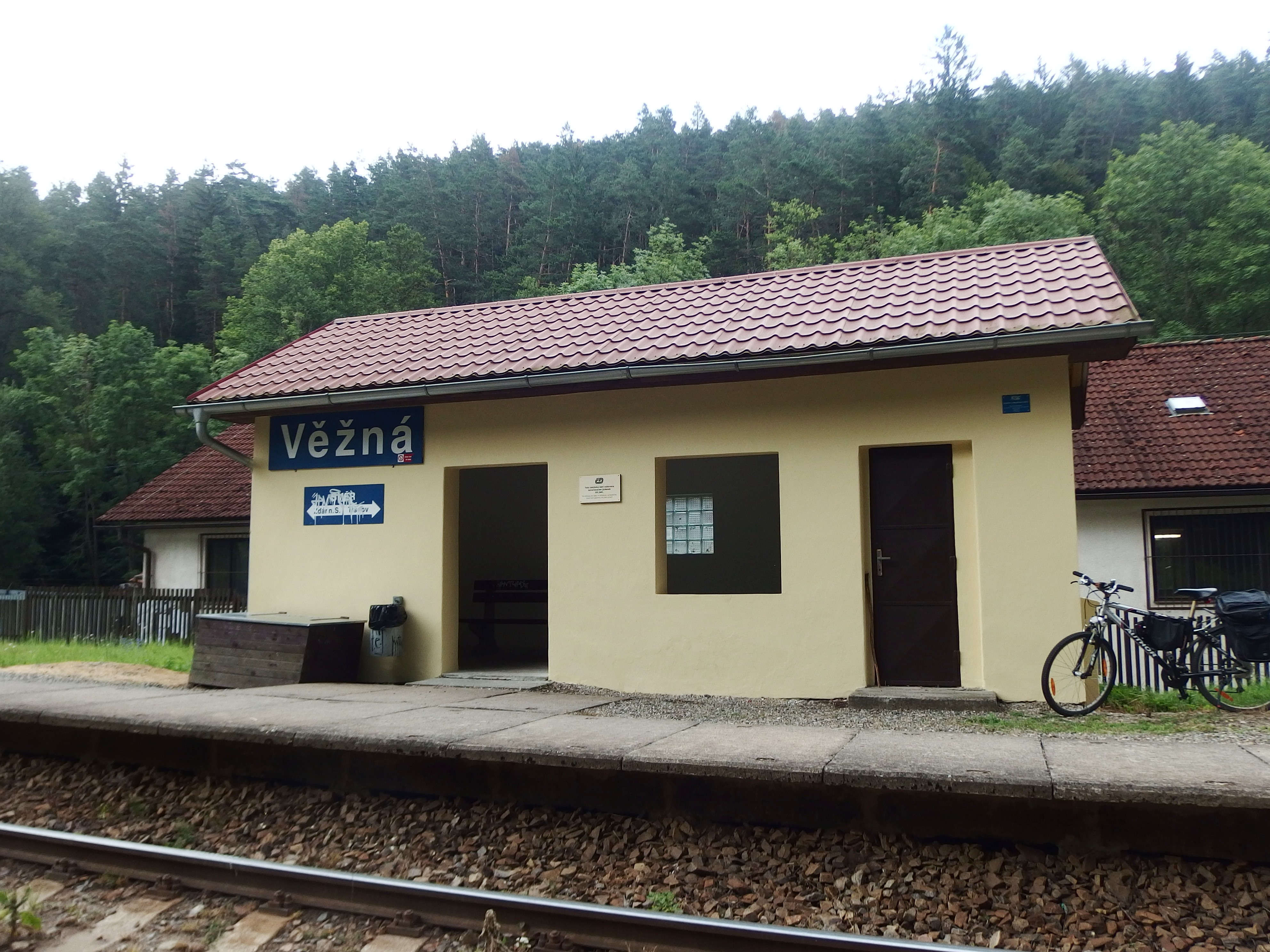
Věžná
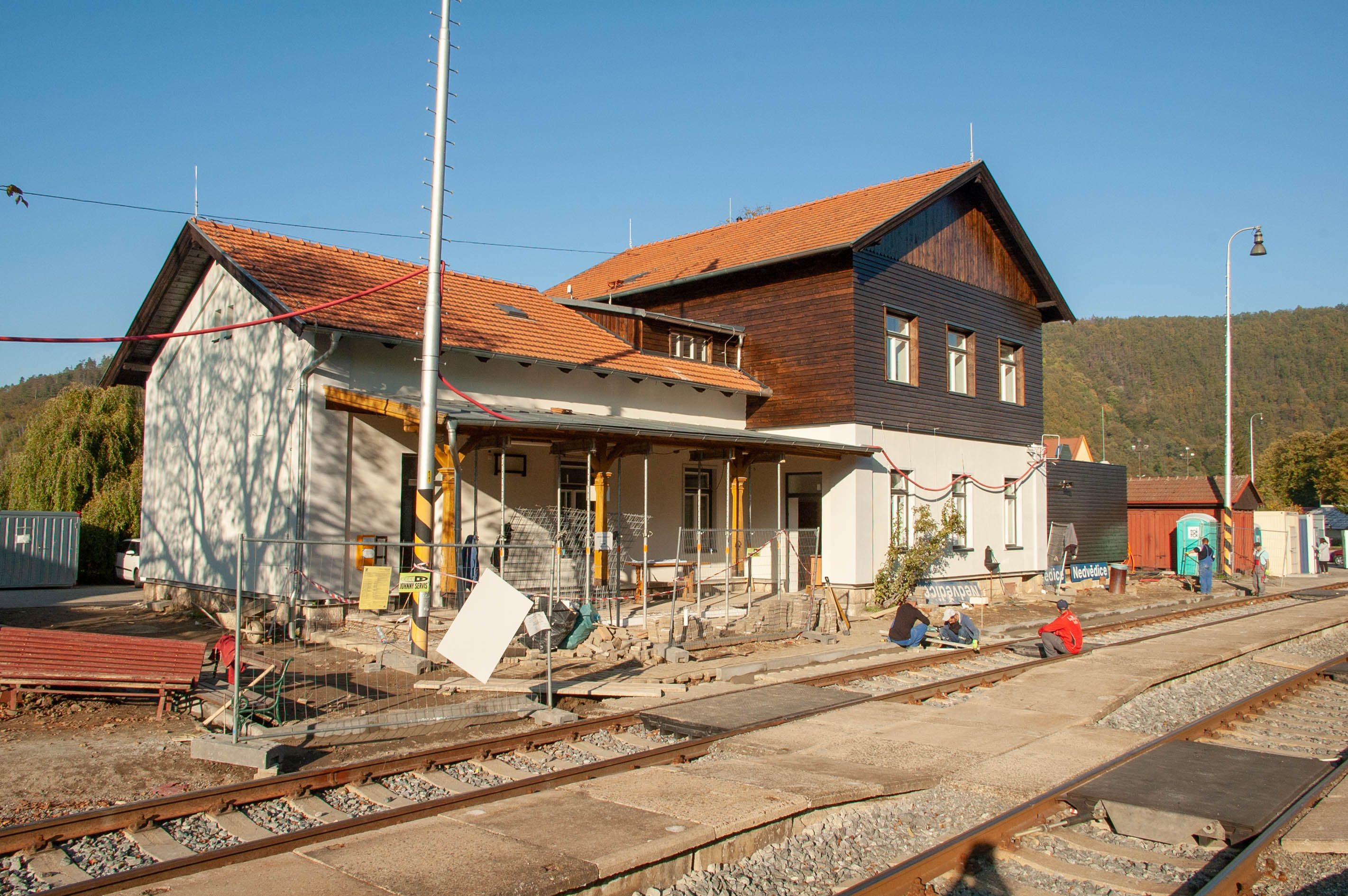
Nedvědice
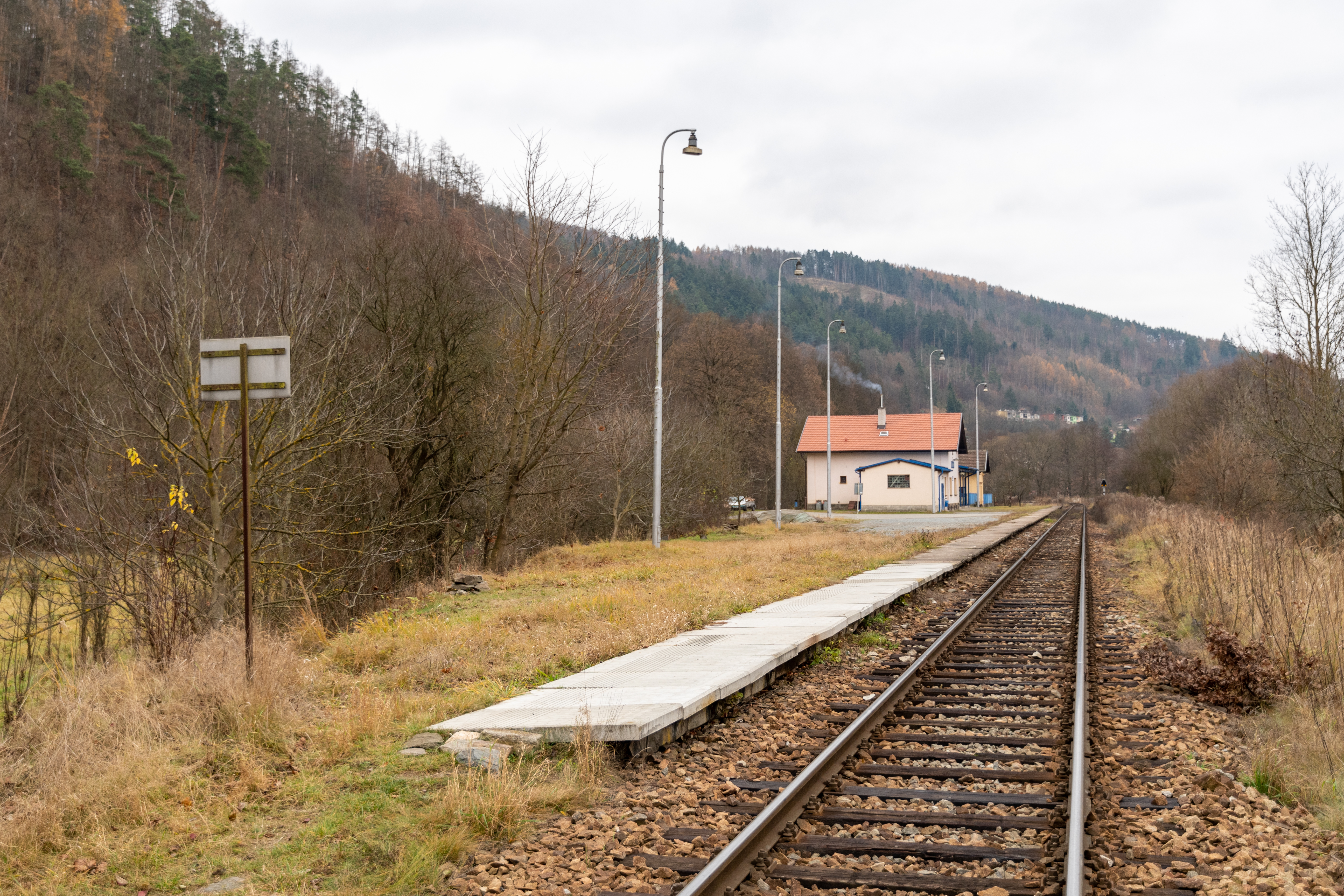
Doubravník
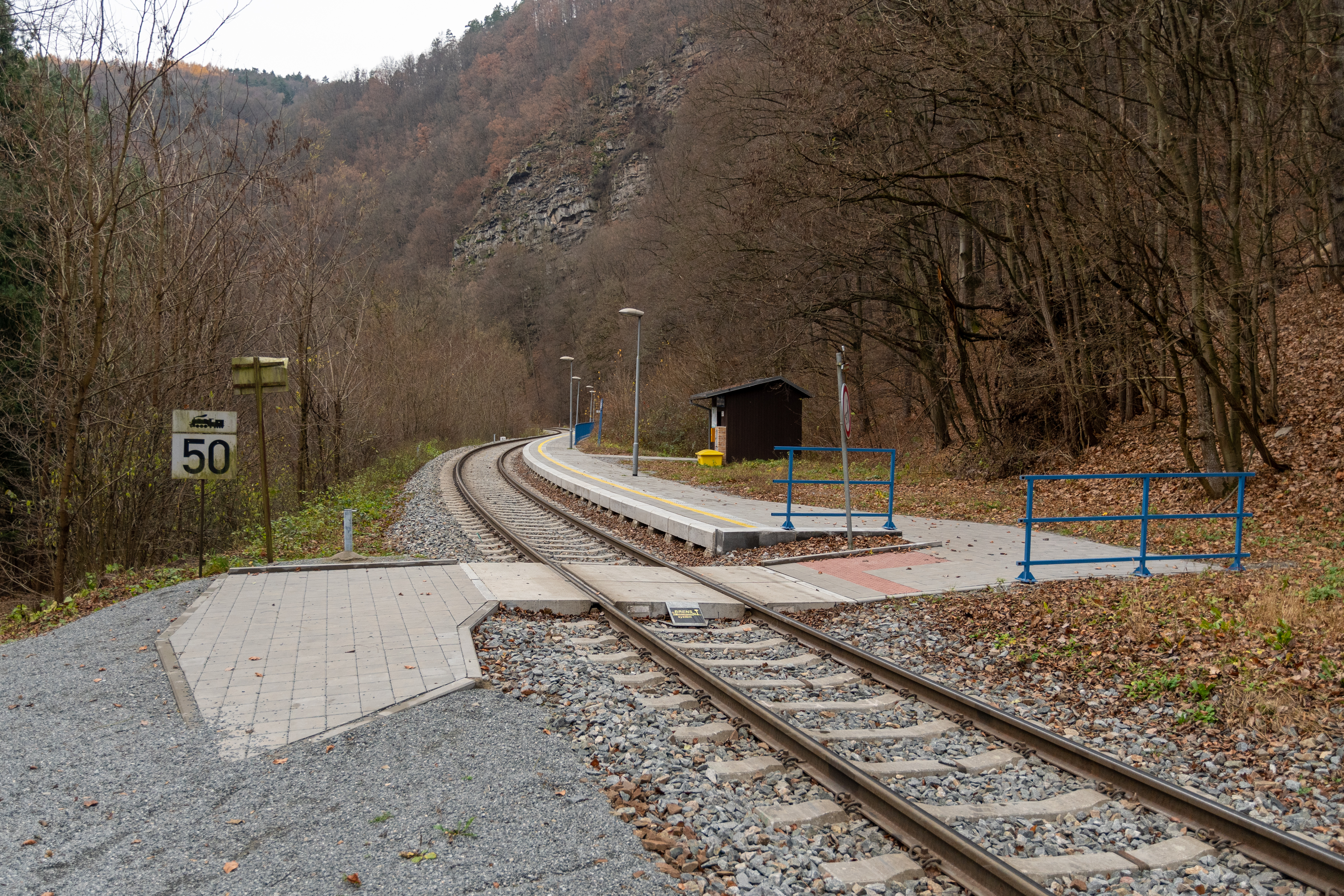
Prudká
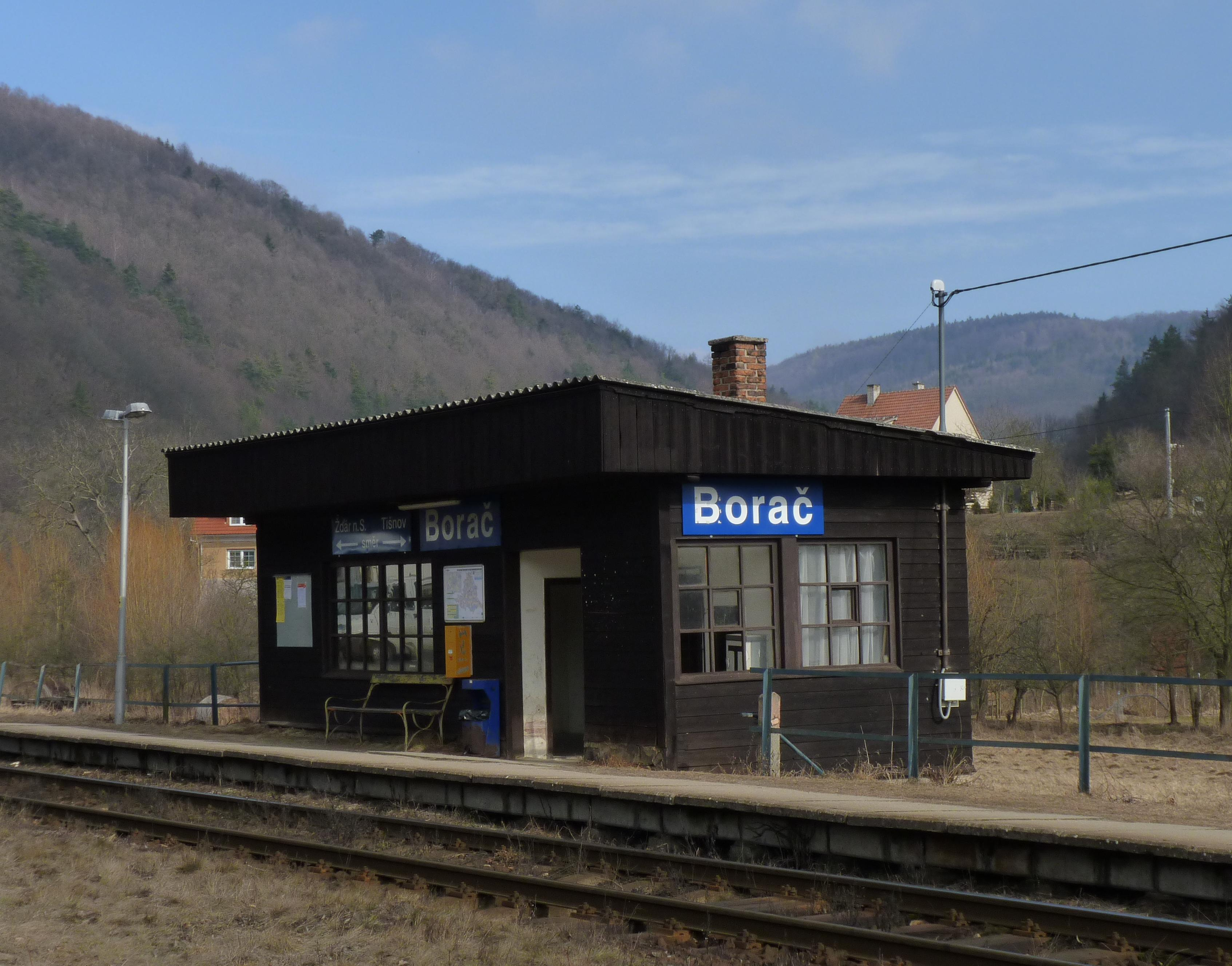
Borač
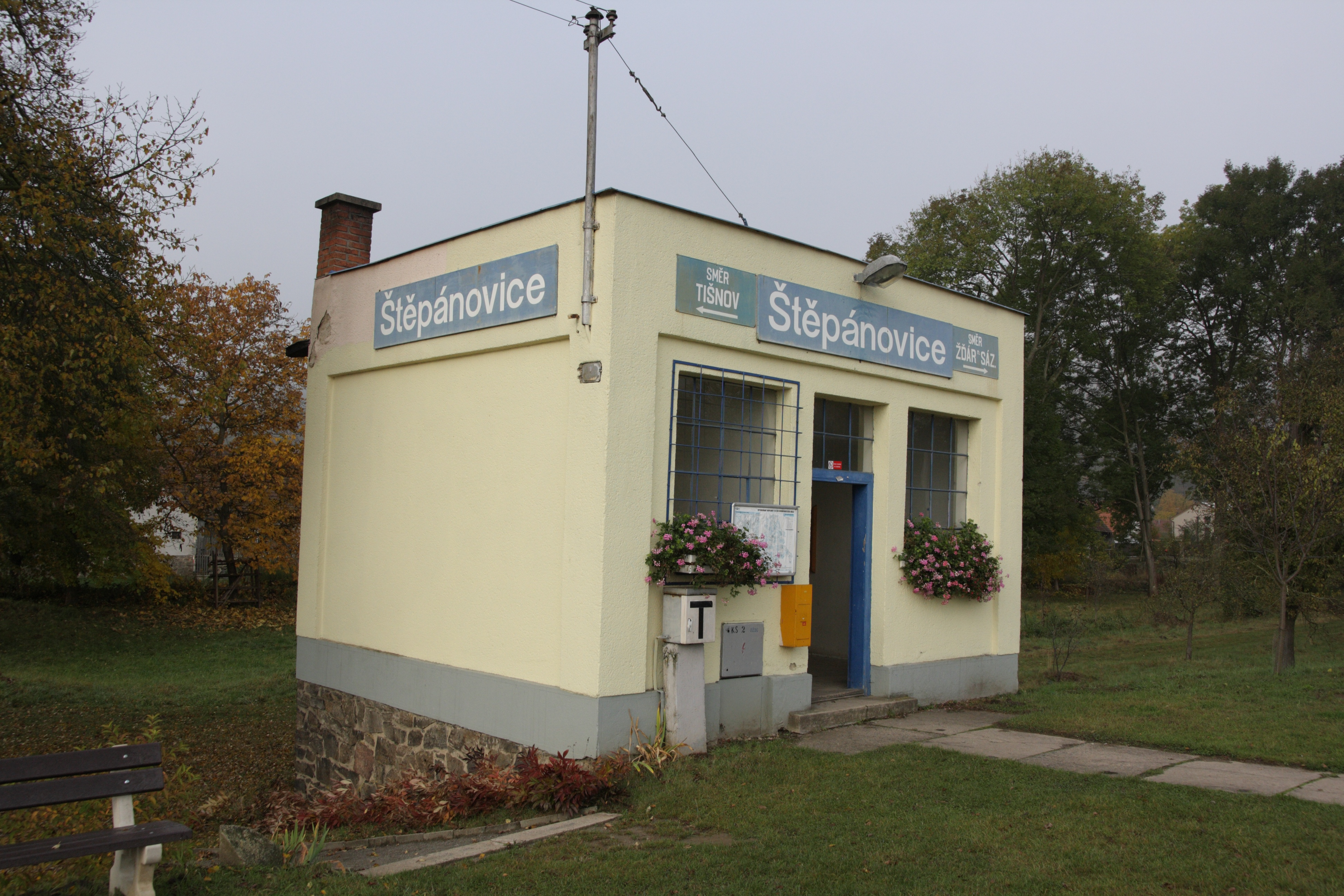
Štěpánovice
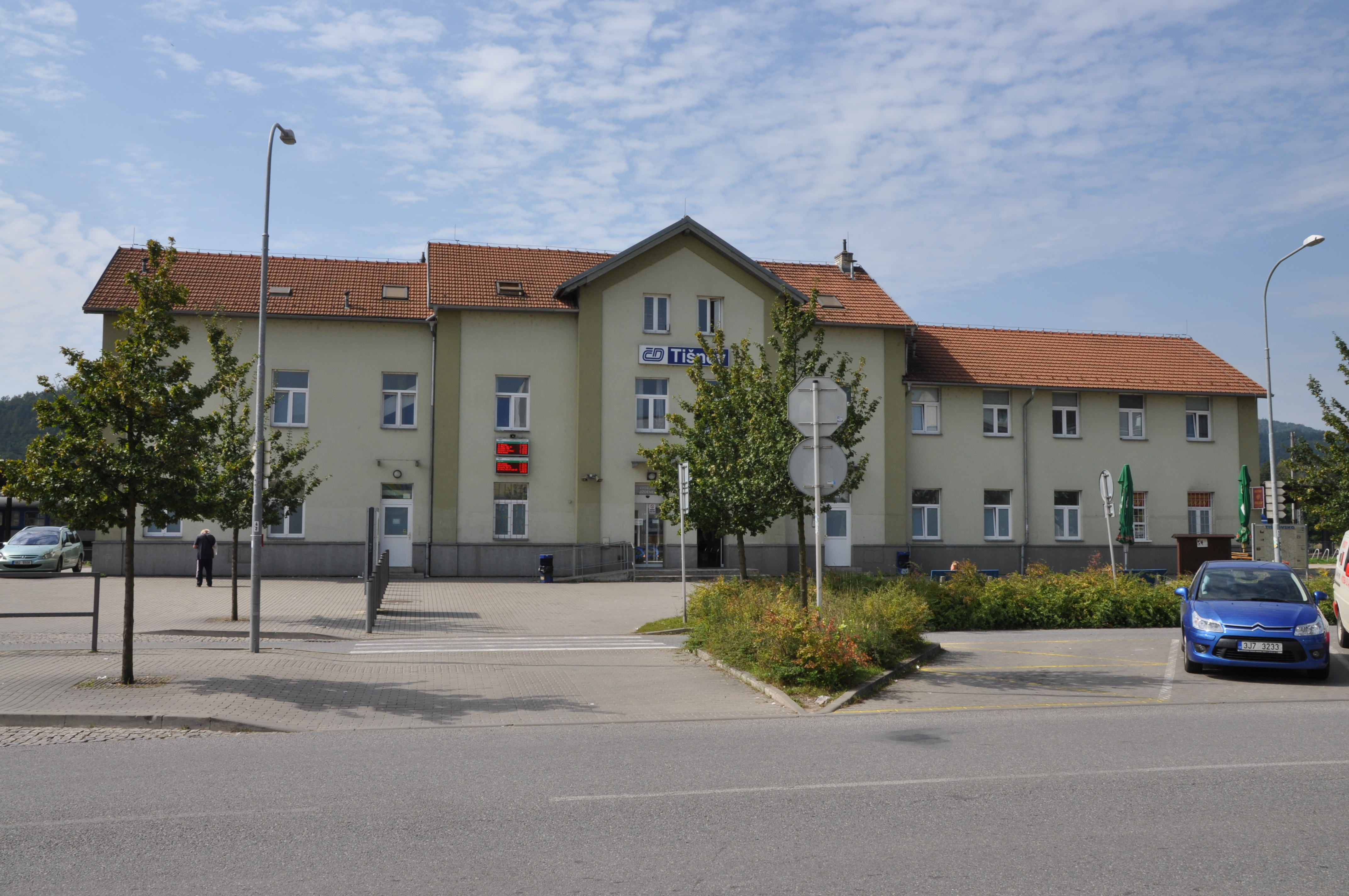
Tišnov